# ソブラリア・カロサ
ソブラリア・カロサ Sobralia callosa はラン科植物の1つ。1mを超える背丈になるものも多いソブラリア属の中では比較的小型の種である。

## 特長
地上性、時に着生する多年生草本。茎は根元から束になって出て、細くてほぼ直立して伸び、高さは45cm程度。節ごとに数枚の葉をつけ、葉の基部は管状の葉鞘となって茎を包む。葉は長楕円形から線状披針形で、長さは約10cm。
花期は夏で、花茎は茎の先端から出て短く、普通は1個の花のみを着ける。花は径約5cm。

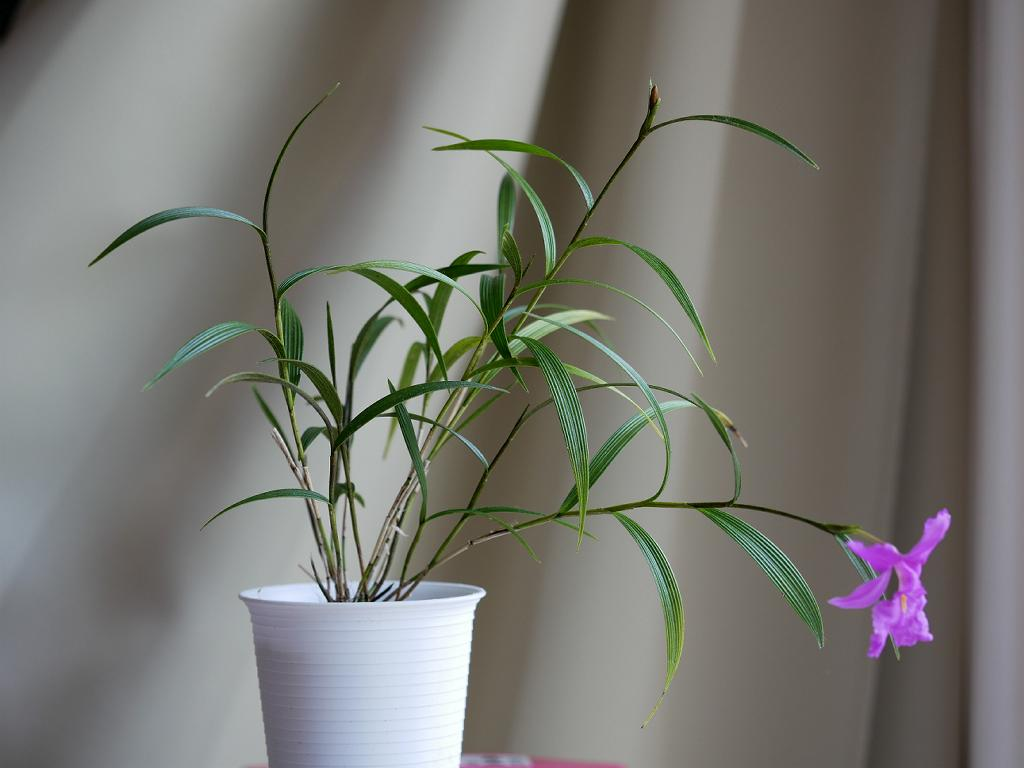
全体の姿
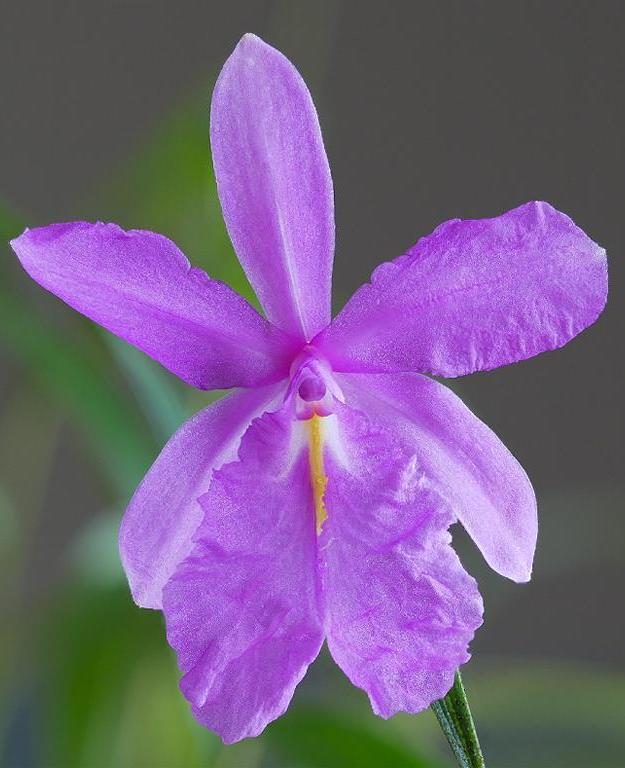
花の正面像
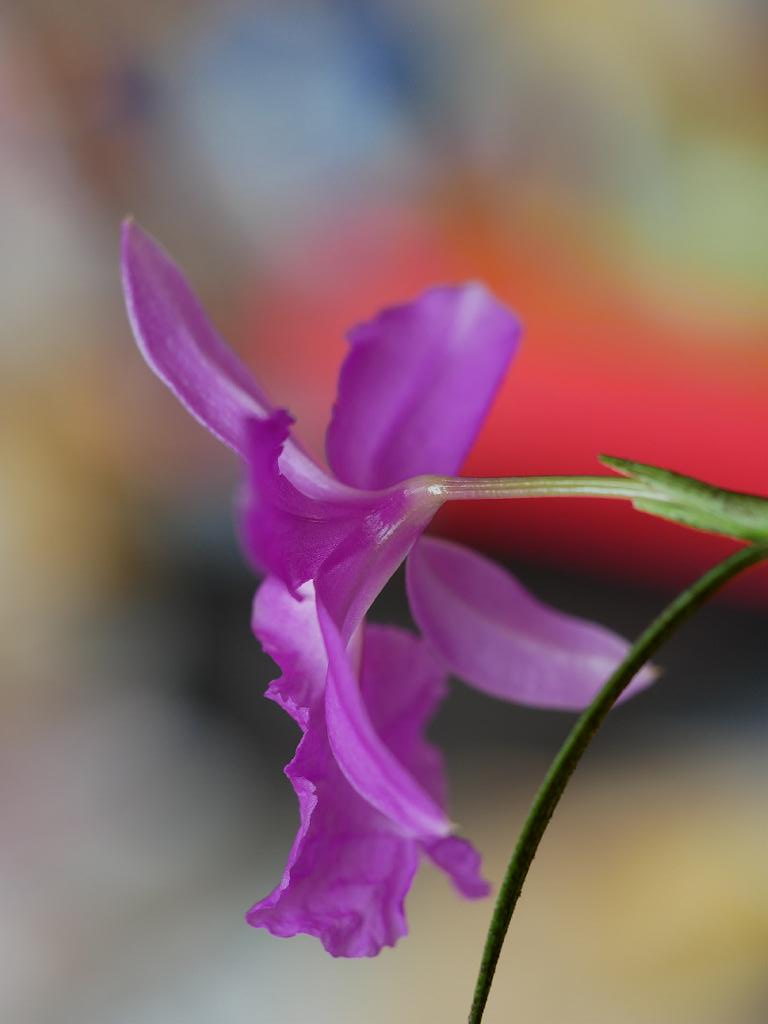
花の後ろ

## 分布と生育環境
パナマに分布し、海抜650-800mの地域に生育する。

## 利用
洋ランとして観賞用に栽培されることがあるが、普及しているものではない。